# Schlacht im Korallenmeer
1941

Thailand – Malaiische Halbinsel – Pearl Harbor – Hongkong – Philippinen – Guam – Wake – Force Z – Borneo
1942

Burma – Rabaul – Singapur – Sumatra – Timor – Australien – Java – Salamaua–Lae – Bougainville/Buka – Shortland-Inseln – Indischer Ozean – Port Moresby – Tulagi – Korallenmeer – Midway – Nordamerika – Buna-Gona – Kokoda-Track – Nauru/Ocean Island
1942

Rabaul –
1. Salamaua-Lae –
Operation N –
Operation MO –
Korallenmeer –
Buna-Gona –
Kokoda Track –
Milne-Bucht –
Goodenough –
Buna-Gona-Sanananda –
Operation Lilliput 
1943

Wau –
Bismarcksee –
I –
2. Salamaua-Lae –
Chronicle –
Finisterre –
Cartwheel –
Bougainville –
Huon –
Neubritannien –
Bombardierung von Rabaul 
1944–1945

Admiralitätsinseln –
Emirau –
Take Ichi Konvoi –
Reckless –
Persecution –
Wakde-Sarmi –
Biak –
Noemfoor –
Driniumor –
Sansapor –
Morotai –
Aitape–Wewak

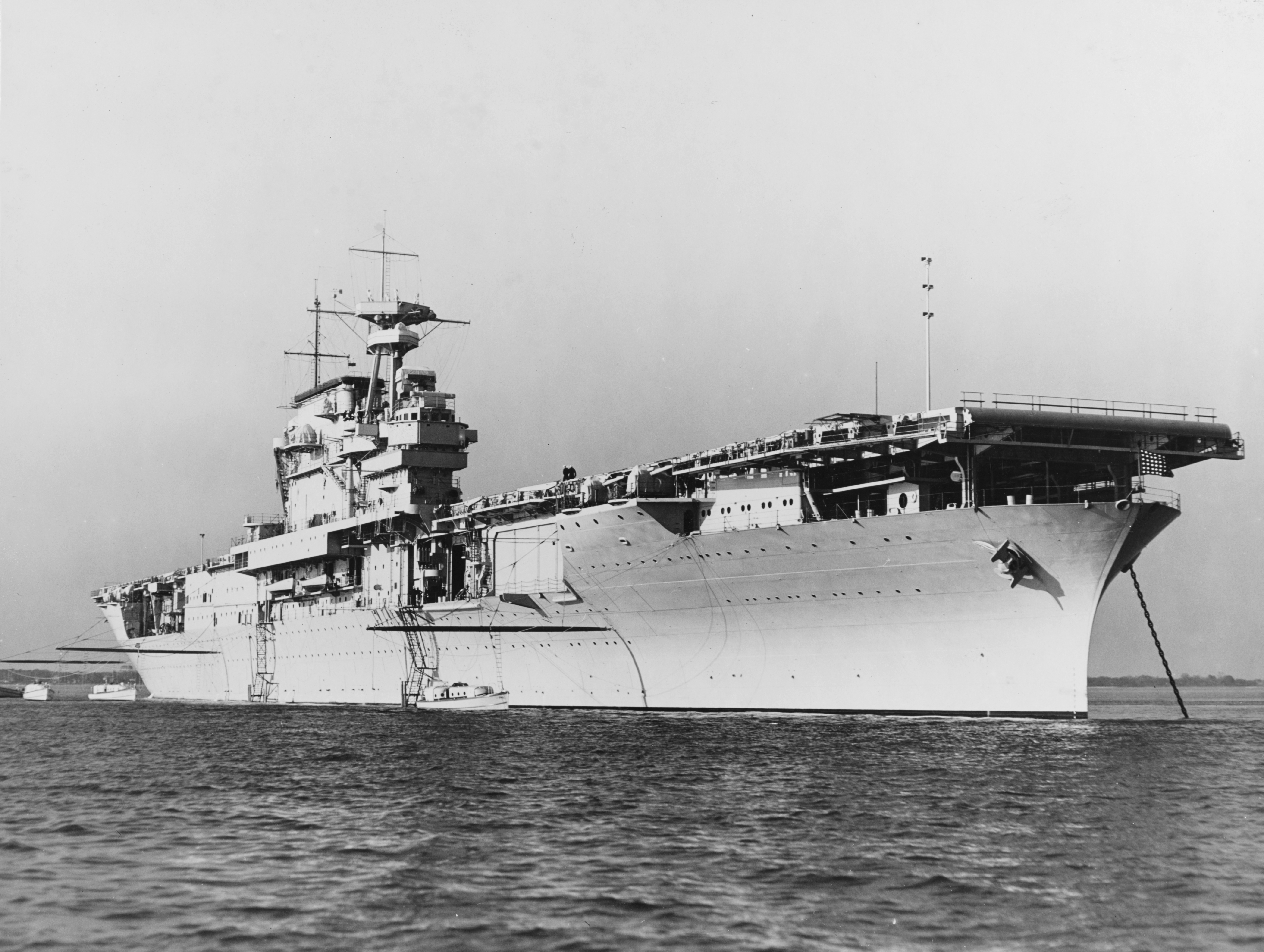
Der Flottenträger Yorktown

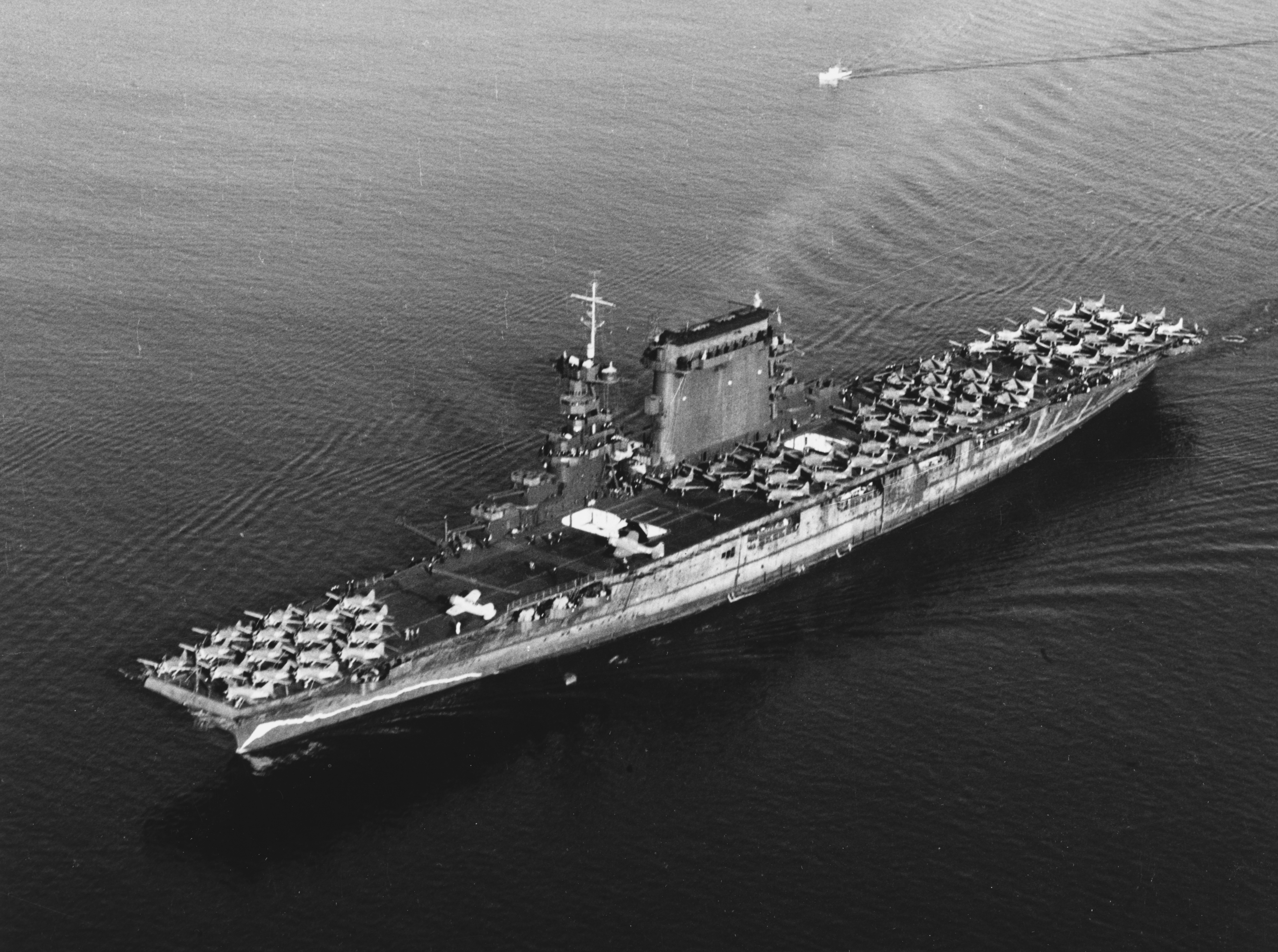
Der Flottenträger Lexington

Die Schlacht im Korallenmeer fand während des Pazifikkriegs am 7. und 8. Mai 1942 südwestlich der Salomonen und östlich von Neuguinea statt.
Sie war die erste einer Reihe von sogenannten Trägerschlachten, bei denen sich japanische und alliierte Seeeinheiten gegenüberstanden, die entscheidenden Kampfhandlungen jedoch ausschließlich mit Trägerflugzeugen ausgetragen wurden – zum ersten Mal in der Militärgeschichte übernahm der Flugzeugträger die Hauptrolle in einer Seeschlacht.

## Hintergrund
Seit dem Beginn der pazifischen Auseinandersetzungen mit den Vereinigten Staaten sowie deren britischen, niederländischen, neuseeländischen und australischen Verbündeten verlief der Vorstoß der Japaner in den südostasiatischen Raum fast ungehindert. Die alliierte ABDA-Flotte wurde Ende Februar 1942 besiegt und die Eroberung von Rabaul brachte einen wichtigen vorgeschobenen Stützpunkt zur weiteren Expansion in Richtung Osten ein. Nach der Einnahme der Philippinen und dem Fall der letzten dort befindlichen amerikanischen Bastion auf Corregidor kontrollierte Japan ganz Südostasien. Zwar gelang es den Amerikanern, mit der Durchführung des Doolittle Raid dem Gegner einen Nadelstich zu versetzen, unterm Strich handelte es sich hierbei jedoch auch nur um einen Propagandasieg. Die Kampfkraft der japanischen Streitkräfte blieb ungebrochen.
Zum Ausbau ihrer Luftüberlegenheit plante die japanische Armee, einen Luftstützpunkt in Port Moresby an der Südostküste Neuguineas zu errichten. Dieser Vorposten hätte es ihnen erlaubt, Australien zu bedrohen und weiter in den Südostpazifik vorzudringen (Operation MO). Zu diesem Zweck wurde eine Landungstruppe entsandt, bestehend aus einer kleineren Flotte, welche die in den südlichen Salomonen gelegene Insel Tulagi angreifen sollte. Der Hauptschlag jedoch zielte auf Port Moresby ab, wohin eine größere Flotte aufbrach. Die japanischen Seestreitkräfte wurden einerseits von Rabaul aus mit Flugzeugen unterstützt, die von Norden her in das Korallenmeer flogen, sowie andererseits von den beiden Flottenträgern Zuikaku und Shōkaku. Diese wiederum begleitete eine Kampfgruppe aus Zerstörern und Kreuzern.

## Schlachtauftakt
Die US-Marine gelangte durch Geheimdienstaufklärung an die japanischen Invasionspläne. Im Aufmarschgebiet bei Rabaul wurden drei Flugzeugträger, zwei bis drei Schlachtschiffe, drei Schwere Kreuzer und zwei Leichte Kreuzer, 16 Zerstörer, ein U-Boot-Tender, sechs U-Boote und etliche kleinere Einheiten ausgemacht. Eine großangelegte Operation der Japaner zeichnete sich ab.
Nach den US-amerikanischen Luftangriffen auf die japanischen Stützpunkte auf Lae und Salamaua am 10. März 1942 blieb die daran beteiligte Task Force FOX, bestehend aus dem Flugzeugträger Yorktown sowie drei Schweren Kreuzern und sechs Zerstörern, im Operationsgebiet des Korallenmeers, während die Task Force BAKER  mit dem Träger Lexington nach Pearl Harbor zurücklief. Am 16. April erhielt sie vom Oberkommando den Befehl, in Richtung Weihnachtsinsel auszulaufen. Während der Fahrt dorthin wurde der Einsatzbefehl aber revidiert und ein Kurs zum Korallenmeer befohlen.
Am 1. Mai trafen die beiden Einsatzgruppen zusammen, und Konteradmiral Frank Jack Fletcher, Befehlshaber der Task Force FOX, übernahm das Kommando. Die Einsatzgruppe bestand nun aus den beiden Trägern und acht Kreuzern, darunter zwei der australischen Marine. Wenig später sichtete ein Aufklärungsflugzeug der Yorktown ein aufgetauchtes japanisches U-Boot in etwa 60 Kilometern Entfernung zur Flotte. Es konnte wohl von Wasserbomben dreier angeforderter Kampfflugzeuge versenkt werden, aber abgehörte Funksprüche deuteten darauf, dass die Position der US-amerikanischen Einheiten den Japanern noch durchgegeben worden war.
Am nächsten Tag wurden Fletcher Geheimdienstberichte übermittelt, die den Schluss nahelegten, dass ein gegnerischer Vorstoß in Richtung Port Moresby unmittelbar bevorstand. Fletcher reagierte, indem er einen nördlichen Kurs einschlug, um rechtzeitig im Operationsgebiet einzutreffen. Die Gruppe BAKER hatte die Treibstoffaufnahme noch nicht abgeschlossen und wurde angewiesen, in der Nacht auf den 4. Mai zu folgen.

### Tulagi

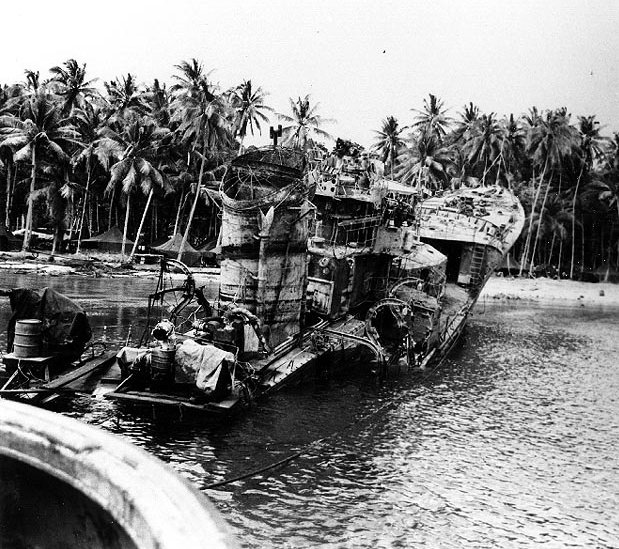
Kikuzuki, zerstört in der Halavo Bay

Als japanische Truppen am 3. Mai im Rahmen der Operation SN auf Tulagi landeten, um dort einen kleinen Luftwaffenstützpunkt einzurichten, startete die Task Force FOX mit der Yorktown am Morgen des 4. Mai von Norden her einen Luftangriff auf das japanische Landungsunternehmen. Der Zerstörer Kikuzuki wurde in der Halavo Bay auf Florida Island schwer beschädigt und sank. Ebenso gingen ein Minensucher und fünf Flugzeuge verloren. Zwei weitere Minensucher wurden beschädigt. Die Japaner beklagten bei dem Angriff 87 Tote. Die US-Streitkräfte büßten ein Torpedoflugzeug und zwei Jagdflugzeuge ein, davon eines mit Verlust der Besatzung.
Die Yorktown und ihre Begleitschiffe kehrten sofort nach diesem Angriff wieder um und vereinigten sich am 5. Mai mit den anderen Schiffen, um bei den verbliebenen Tankern wieder Treibstoff aufzunehmen. Kurz darauf schossen Flugzeuge der Yorktown ein japanisches Flugboot ab. Ein etwas später gesichtetes japanisches U-Boot, das wohl von diesem Flugboot zur US-amerikanischen Flotte geleitet worden war, drehte wieder ab.
Die US-Einheiten bezogen eine Position etwa 1.100 Kilometer südlich von Rabaul und warteten auf das Vorrücken der japanischen Hauptflotte. Als sich die Meldungen über eine Schiffskonzentration verdichteten, die in Richtung Port Moresby unterwegs war, ordnete Fletcher Nordkurs an, um die Japaner am Morgen des 7. Mai angreifen zu können. Der Tanker Neosho und der Zerstörer Sims wurden angewiesen, südlich der Flotte zu operieren. Eine weitere Gruppe, die Task Force 44 unter dem Kommando von Konteradmiral John Crace, sollte japanische Transporter und deren Begleitschiffe auf dem Weg nach Port Moresby abfangen. Der Verband bestand aus den Schweren Kreuzern Australia und Chicago, dem Leichten Kreuzer Hobart sowie den Zerstörern Perkins, Walke und Farragut. Als die Schiffe eine Position 180 km vor der Südspitze Neuguineas erreicht hatten, wurden sie von 27 japanischen Flugzeugen angegriffen. Nur Minuten nach dem Ende des japanischen Angriffs bombardierten irrtümlich US-amerikanische B-17-Bomber, die von australischen Luftbasen gestartet waren, den Verband. Bei beiden Angriffen gab es jedoch kaum nennenswerte Schäden.

## Die Schlacht

### 7. Mai 1942
Am Morgen des 7. Mai lagen die feindlichen Flotten knapp 110 Kilometer voneinander entfernt. Beide Seiten wussten, dass sie sich in unmittelbarer Angriffsreichweite befanden, und wollten daher unbedingt den Erstschlag führen, um den Gegner nach Möglichkeit zu überraschen. Auf der japanischen Seite befehligten Vizeadmiral Takeo Takagi und Konteradmiral Chūichi Hara den Konvoi. Mangelnde Aufklärung führte zu Luftschlägen gegen kleinere Flottenteile, während die Hauptflotten zunächst unberührt blieben. Dies betraf beide Kontrahenten, wobei besonders die japanischen Flugzeugträger, durch ein Schlechtwettergebiet begünstigt, von den US-amerikanischen Aufklärungsflugzeugen nicht ausgemacht werden konnten.

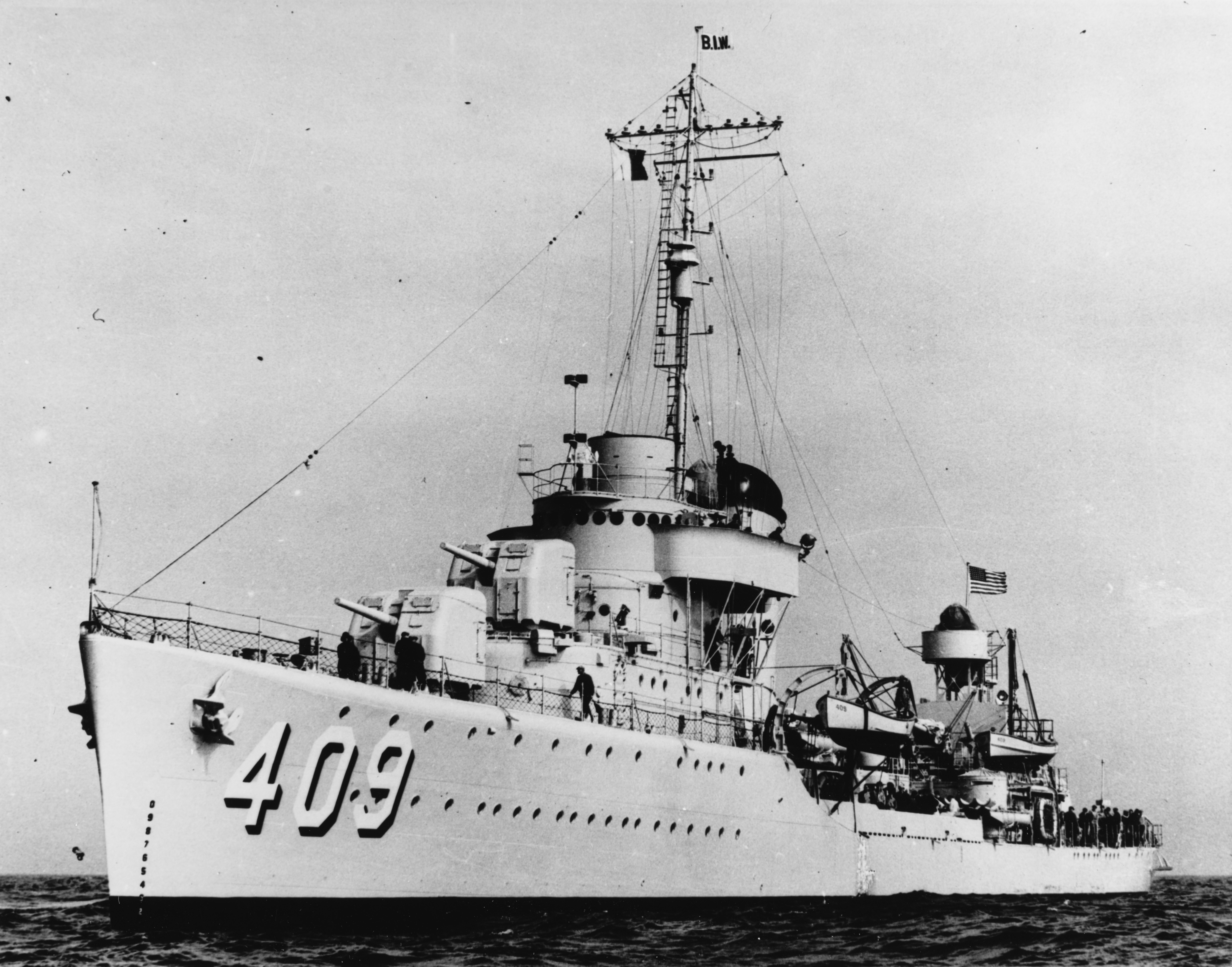
USS Sims

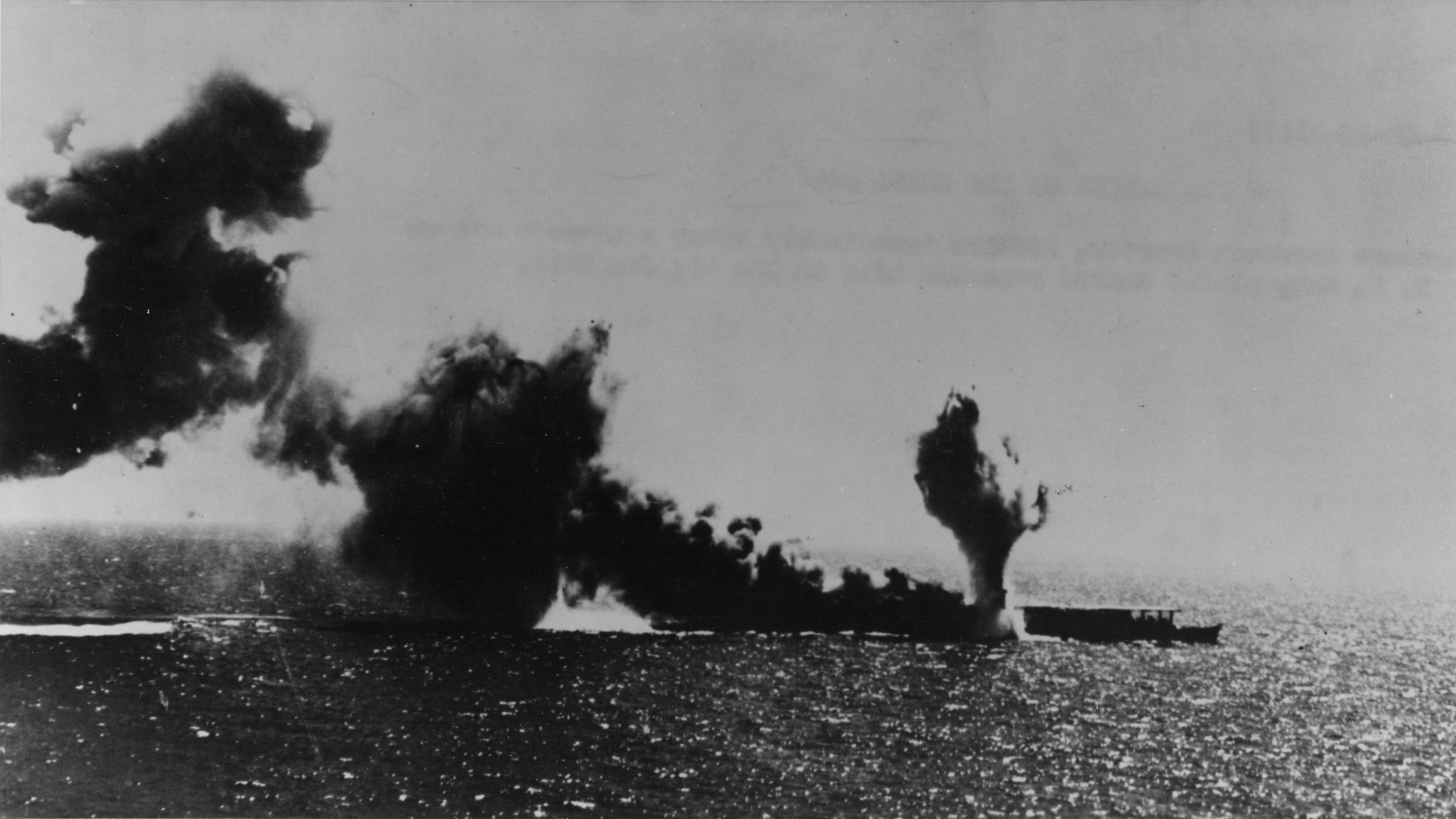
Torpedotreffer auf dem japanischen Flugzeugträger Shōhō

Japanische Aufklärungsflieger sichteten gegen 8:00 Uhr in südlicher Position den zurückgebliebenen US-amerikanischen Versorgungstanker Neosho und den Zerstörer Sims. Diese befanden sich aber weit entfernt von den US-amerikanischen Trägern. Sie wurden von den Piloten als „Flugzeugträger und Kreuzer“ gemeldet. Zwei folgende, heftige Feuerschläge richteten so gut wie keine Schäden an, als aber gegen Mittag eine Welle Sturzbomber die Schiffe angriff, sank die Sims, und die Neosho wurde als manövrierunfähiges Wrack zurückgelassen. Die Mannschaft der USS Neosho konnte tagelang nicht gerettet werden, weil ihre Position versehentlich falsch übermittelt worden war.
Währenddessen meldete ein US-amerikanischer Aufklärer um 8:45 Uhr zwei japanische Flugzeugträger nördlich von Misima. Die USS Yorktown und USS Lexington starteten sofort einen gemeinsamen Großangriff auf die rund 260 Kilometer entfernten Schiffe. Als die Kampfflugzeuge in der Luft waren, landete kurz danach der Aufklärer, und es stellte sich heraus, dass die durchgegebene Meldung fehlerhaft war. Der Pilot hatte nur zwei Schwere und zwei Leichte Kreuzer melden wollen, aber seine Meldungskonsole war falsch einjustiert worden. So befanden sich die Kampfflugzeuge auf dem Weg zu einem falschen Ziel, doch sie wurden nicht zurückgerufen. Im Nachhinein erwies sich diese Entscheidung als richtig, da australische Aufklärer etwas später eine japanische Gruppe, bestehend aus einem leichten Flugzeugträger, der Shōhō, zusammen mit vier schweren Kreuzern ausfindig gemacht hatten. Da deren Position nur leicht von der alten Meldung abwich, lenkte man die Kampfflugzeuge entsprechend um. Mit 53 Bombern, 22 Torpedoflugzeugen und 18 Jägern griffen sie die Schiffe an. Die Shōhō wurde noch vor Mittag so oft und so schwer getroffen, dass sie innerhalb von Minuten sank.
Zur gleichen Zeit dirigierte der Flugleiter der USS Lexington die vorgesehenen Patrouillenflüge beider US-amerikanischer Träger. Die erste Gruppe war von der USS Lexington gestartet und meldete die erste Feindsichtung um 9:03 Uhr. Es kam aber nicht zu einer Abfangaktion, da das Flugzeug nicht mehr gesehen wurde. Gegen 10:50 Uhr starteten auch von der USS Yorktown Patrouillenflugzeuge, die gegen 11:15 Uhr ein japanisches Flugboot erspähten und kurz danach, in einer Entfernung von 65 Kilometern zur eigenen Flotte, abschossen. Die beiden im Gebiet vermuteten großen japanischen Flugzeugträger konnten von keiner der Maschinen entdeckt werden. Die Flüge wurden kurz darauf eingestellt, doch es erschienen immer wieder feindliche Echos auf den Radarschirmen. Als am Nachmittag eine japanische Maschine der US-amerikanischen Flotte sehr nahekam, starteten von der USS Yorktown einige Abfangjäger, um diese abzuschießen. Infolge des schlechten Wetters wurde die Maschine aber verfehlt und erst in einer Entfernung von nur noch 15 Kilometern zur US-amerikanischen Flotte wiederentdeckt. Es konnte als Aufklärungsflugboot identifiziert werden, entkam aber.
|  |
|  |

Da die japanische Seite ebenfalls auf der Suche nach den US-Amerikanern war, startete sie am frühen Abend einige Jägerstaffeln und schickte sie in Richtung der vermuteten Träger. Nachdem um 17:47 Uhr dieses Geschwader auf den Radarschirmen der US-Amerikaner in 29 Kilometern Entfernung erschienen war, beorderte man umgehend Abfangformationen von beiden Flugzeugträgern in die Luft. Abermals spielte das Wetter nicht mit. Auf dem Weg zu den anfliegenden Japanern sahen die Piloten immer wieder feindliche Flugzeuge auf Gegenkurs unter sich, allerdings verschwanden diese schnell in den Wolken. Zwei US-amerikanische Maschinen schwenkten daraufhin vom Kurs ab, um einige der japanischen Bomber zu verfolgen. Einer dieser Jäger kehrte nicht mehr zurück. Die verbliebene Staffel lieferte sich bald darauf eine Luftschlacht mit Aichi-99-Sturzkampfbombern, von denen mindestens fünf abgeschossen wurden. Nach Sonnenuntergang landeten die US-Amerikaner wieder auf ihren Trägern. Über der Steuerbordseite der USS Yorktown erschienen während des Landevorgangs überraschend drei japanische Jäger. Als diese den Bug des Schiffes überflogen, eröffnete ein landendes US-amerikanisches Flugzeug kurzfristig das Feuer auf sie, vermochte aber keine sichtbaren Schäden anzurichten. Etwa eine Stunde später kreisten nochmals japanische Flugzeuge über der USS Yorktown, die umgehend das Feuer auf sie eröffnete und sie zur Umkehr zwang. Auch der Kommandant der USS Lexington berichtete später von ähnlichen Vorfällen bei seinem Schiff.
All dies hatte zur Folge, dass die japanische Führung die Invasion von Port Moresby abbrach, um auf weitere Anweisungen zu warten. Beide Flotten bereiteten sich nun auf die Schlacht am folgenden Morgen vor.
Die Japaner verloren am 7. Mai einen leichten Flugzeugträger und einen leichten Kreuzer. An Flugzeugen büßten sie 13 Jäger, drei Torpedobomber, zwei Sturzbomber und eine Aufklärungsmaschine ein. Die US-Amerikaner verloren dagegen einen Versorgungstanker und einen Zerstörer sowie drei Sturzbomber und drei Jäger. Die Mannschaft einer Dauntless SBD konnte später gerettet werden.

### 8. Mai 1942
Die Schlacht im Korallenmeer erreichte an diesem Tag ihren Höhepunkt. Die US-amerikanische Einsatzgruppe war in der Nacht weiter nordwestwärts gelaufen, da die Aufklärung die japanischen Schiffe auch auf Nordkurs sah. Die exakte Position der Flugzeugträger war allerdings noch immer nicht bekannt. Es wurde aber vermutet, dass diese sich nach wie vor im Korallenmeer aufhielten, um die Luftherrschaft für die beabsichtigte Landung auf Port Moresby zurückzugewinnen.

#### Der US-amerikanische Angriff
Bereits vor dem Morgengrauen am 8. Mai 1942 wurde an Bord der US-Schiffe der Entschluss zum Beginn einer Rundumsuche gefasst. Die Suchflugzeuge starteten von der USS Lexington um 6:25 Uhr. Um 8:20 Uhr meldete eine Maschine die Sichtung von zwei Trägern, zusammen mit vier Schweren Kreuzern und einigen Zerstörern, die 275 Kilometer nordöstlich der eigenen Flotte mit hoher Geschwindigkeit auf Südkurs lagen. Kurz darauf entdeckten die japanischen Kampfverbände die US-amerikanische Formation, was durch einen abgefangenen Funkspruch belegt ist.
Das Wetter begünstigte die Japaner. Während die US-amerikanische Gruppe in einem Schönwettergebiet lag, war die Sicht bei den gegnerischen Trägern auf drei bis 25 Kilometer eingeschränkt. Starke Wolken überdeckten das gesamte Gebiet.

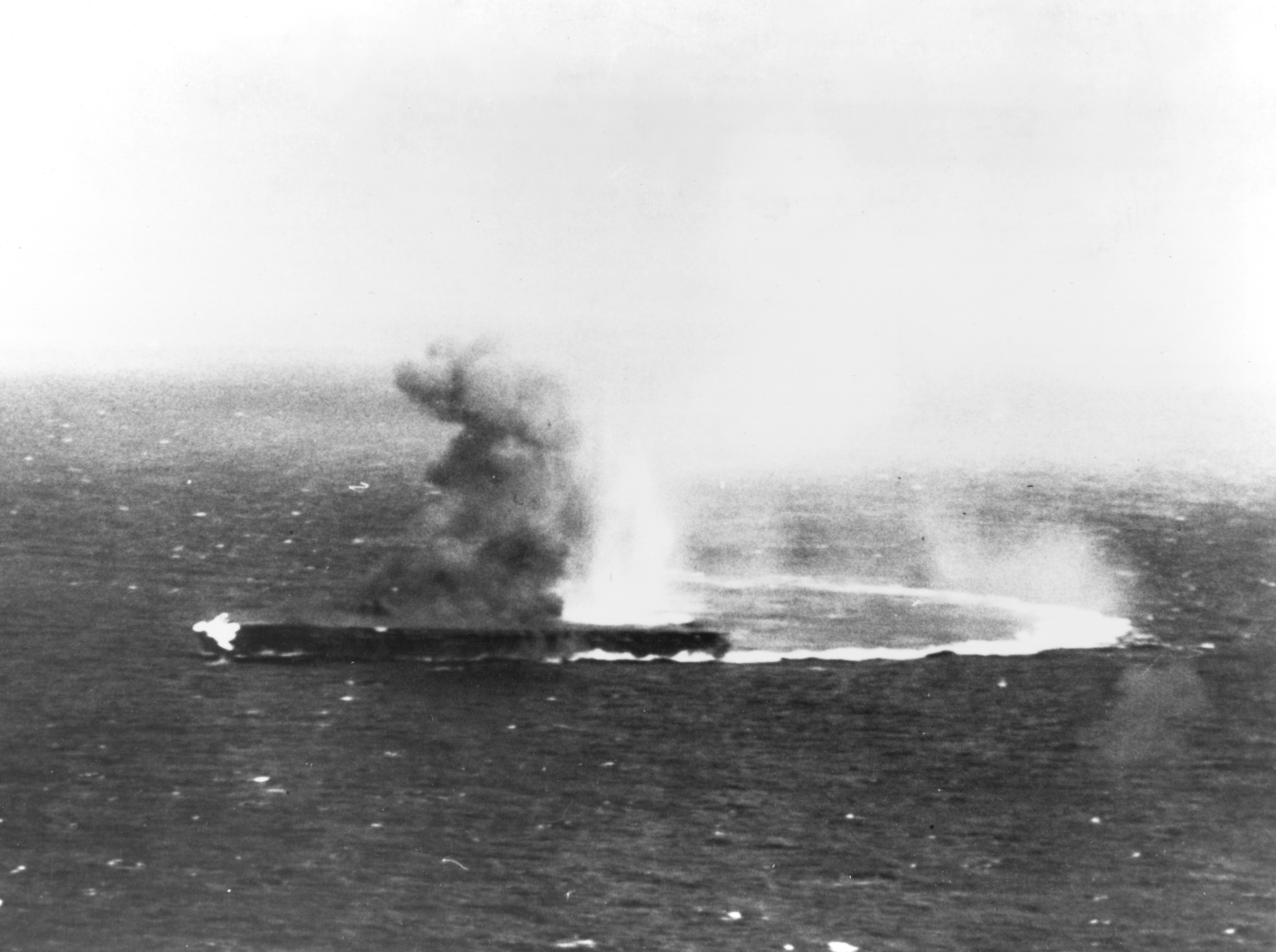
Die Shokaku schwer getroffen im Korallenmeer

Um 9:07 Uhr übergab Admiral Fletcher das taktische Kommando an Admiral Aubrey W. Fitch, der für die Lufteinsätze verantwortlich war. Unterdessen starteten die ersten Kampfflugzeuge vom Deck der USS Yorktown. Sie waren alle mit 1000-Pfund-Bomben bestückt. Insgesamt flogen sechs Jäger, 24 Sturzbomber und neun Torpedomaschinen in Richtung der japanischen Träger, die um 10:32 Uhr ausgemacht werden konnten. Die japanischen Träger fuhren in einem Abstand von etwa neun Kilometern. Ihre Begleitgruppe bestand aus einem Schlachtschiff oder einem sehr großen Kreuzer, drei Schweren Kreuzern und vier Zerstörern.
Als die Bomber ihre Angriffsposition um 10:49 Uhr erreicht hatten, mussten sie noch auf die langsameren Torpedobomber warten und begannen, Kreise zu fliegen. Ein japanischer Träger, die Zuikaku, setzte Kurs in ein starkes Regengebiet, während der andere, die Shokaku, gut auszumachen war. Zehn Minuten später erreichten auch die Torpedobomber ihre Position und die Gruppe startete den Angriff auf die Shokaku. Trotz wilder Ausweichmanöver wurde die Shokaku von zwei Bomben im Bugbereich und mittschiffs getroffen und starke Brände brachen aus. Alle US-amerikanischen Torpedobomber entkamen dem feindlichen Beschuss. Die vier Jäger, die die Bomber eskortiert hatten, wurden unterdessen von sechs japanischen Zeros attackiert, von denen zwei abgeschossen werden konnten. Alle Kampfflugzeuge bis auf zwei abgeschossene Sturzbomber kehrten bis 13:00 Uhr wieder an Bord der USS Yorktown zurück. Dabei rammte eine Maschine bei der Landung den Kommandoturm und musste über Bord gekippt werden, die beiden Besatzungsmitglieder wurden gerettet.

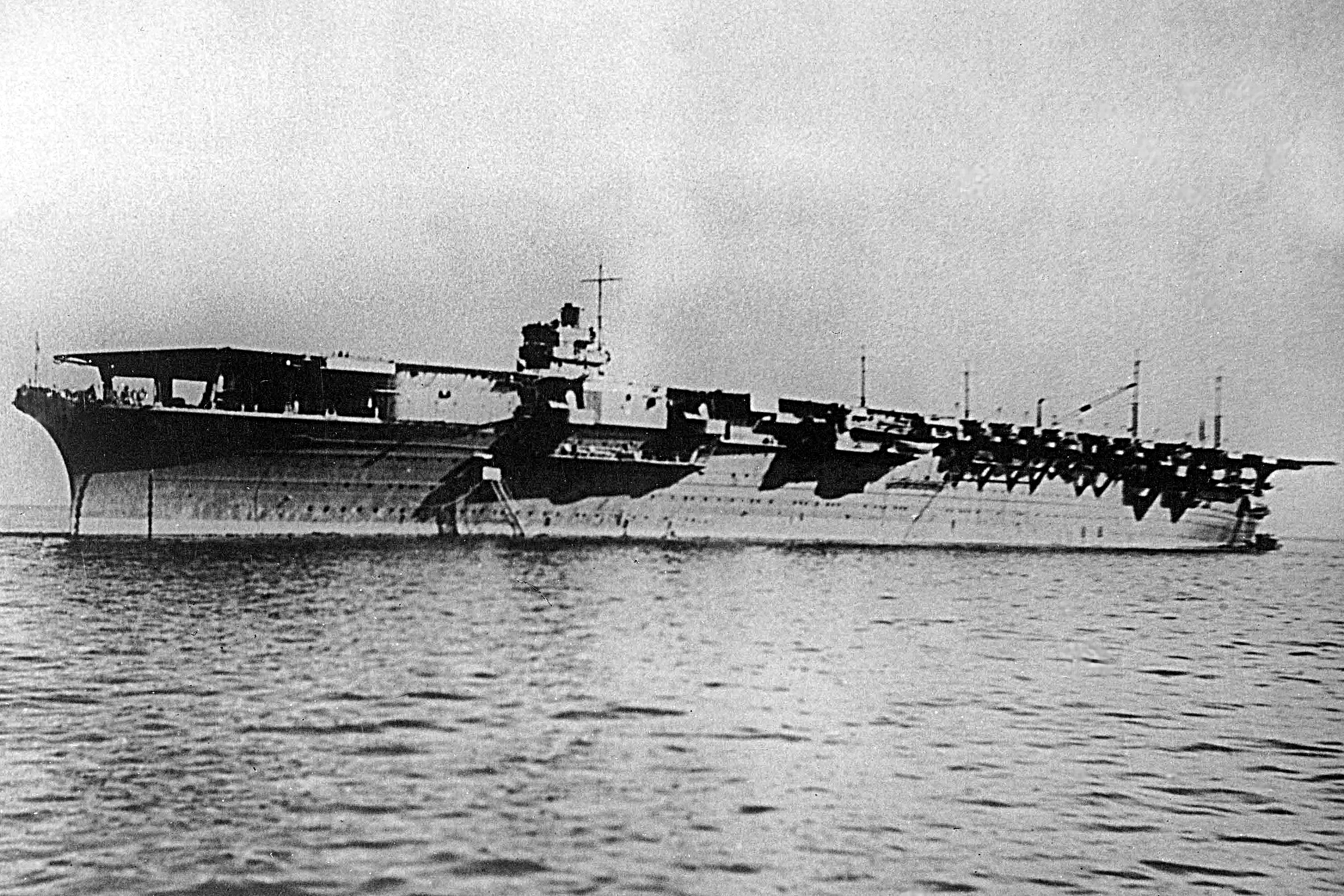
Die Zuikaku

Die Flugkampfgruppe der USS Lexington hatte währenddessen auch ihren Träger verlassen und befand sich auf dem Weg zu den japanischen Trägern. Sie bestand aus 12 Torpedobombern, 15 Sturzbombern und neun Jägern, von denen drei die Sturzbomber begleiteten. Aufgrund der ungünstigen Wetterlage verloren diese drei Maschinen ihre Gruppe und mussten zur USS Lexington zurückkehren. Der Rest flog den vorgegebenen Kurs weiter, verfehlte aber die feindlichen Schiffe. Unter stark eingeschränkter Sicht begannen die Maschinen, einen quadratischen Bereich abzusuchen. Nach einiger Zeit tat sich eine Wolkenlücke auf, in der sie die japanischen Schiffe orteten. Schnell waren japanische Jagdflugzeuge des Typs A6M Zero zur Stelle, die die US-Amerikaner in Luftkämpfe verwickelten und drei Wildcats abschossen. Einige der Bomber konnten zu dem unter ihnen fahrenden Träger durchdringen. Sie erzielten auf der Shokaku einen Bombentreffer im bereits vorher getroffenen Bereich und dieser richtete großen Schaden an. Die US-amerikanischen Kampfmaschinen landeten gegen 14:00 Uhr wieder auf der USS Lexington. Ein Flugzeug kehrte aufgrund von Treibstoffmangel nicht zurück und blieb vermisst.
Zunächst herrschte Verwirrung unter den Admirälen Fitch und Fletcher hinsichtlich der getroffenen japanischen Träger: Hatten beide Staffeln denselben Träger attackiert und sogar versenkt, oder waren es zwei unterschiedliche Ziele gewesen? Erst eine Befragung der Piloten ergab, dass die zweite Staffel mit der Zuikaku in Kontakt gekommen war und folglich keiner der japanischen Träger versenkt worden war.

#### Der japanische Gegenschlag
Nach den abgefangenen Funksprüchen ging die US-amerikanische Seite davon aus, dass sie von den Japanern entdeckt worden war und ein gegnerischer Angriff folgen würde. Admiral Fitch, der das taktische Kommando innehatte, befahl die Aufstellung von Patrouillenstaffeln zur Abwehr der Torpedo-Flugzeuge. Die Schiffe nahmen Fahrt bis zu 25 Knoten auf und erhöhten diese während des Angriffs noch auf 30 Knoten. Die US-Amerikaner fuhren in einer kreisförmigen Deckungsformation mit den beiden Flugzeugträgern in der Mitte, wobei die USS Yorktown nördlich der USS Lexington fuhr. Während eines Hochgeschwindigkeitsmanövers drehten die Träger voneinander weg, um den Torpedos und Bomben auszuweichen. Die Begleitschiffe folgten ihnen.
Als gegen 10:14 Uhr ein japanisches Flugboot, das in einer Entfernung von 35 Kilometern die US-amerikanische Flotte beobachtete, von den Jägern entdeckt und abgeschossen wurde, schien der Angriff unmittelbar bevorzustehen.
Um 10:55 Uhr tauchten auf dem Radar der USS Yorktown in 110 Kilometern Entfernung japanische Kampfflugzeuge auf. Vier Minuten später rief Fitch die in der Luft befindlichen Flugzeuge zu den Trägern zurück und ließ zusätzlich vier weitere Jäger aufsteigen, so dass nun acht Jäger der USS Yorktown und neun der USS Lexington zur Verteidigung in der Luft bereitstanden.
Kurz nach 11:00 Uhr meldeten die Jäger, die etwa 450 Meter unter den Japanern kreuzten, dass es sich um eine Anzahl von 50 bis 60 Flugzeugen handelte, die in einer Höhe zwischen 3,5 und 4,5 Kilometern verteilt waren. Auf der untersten Ebene flogen die Torpedomaschinen, darüber Jäger, dann die Sturzkampfbomber und zuoberst weitere Jäger. Drei US-amerikanische Jäger griffen diese große Formation an, als sie sich in einer Entfernung von etwa 20 Kilometern zu den Trägern befand. Zwei weitere attackierten die unten fliegenden, bis auf 7 Kilometer zur Flotte vorgerückten Torpedoflugzeuge. Zwei Jäger nahmen das Ende der Formation ins Visier. Als die Japaner ihre Trägerattacke begannen und die Torpedos ausklinkten, wurden sie von oben von zwei US-amerikanischen Abfangjägern unter Feuer genommen. Ein Sturzkampfbomber und ein Zero-Jäger konnten abgeschossen werden. Kurz danach stürzten unter US-amerikanischem Beschuss zwei weitere Maschinen ab.

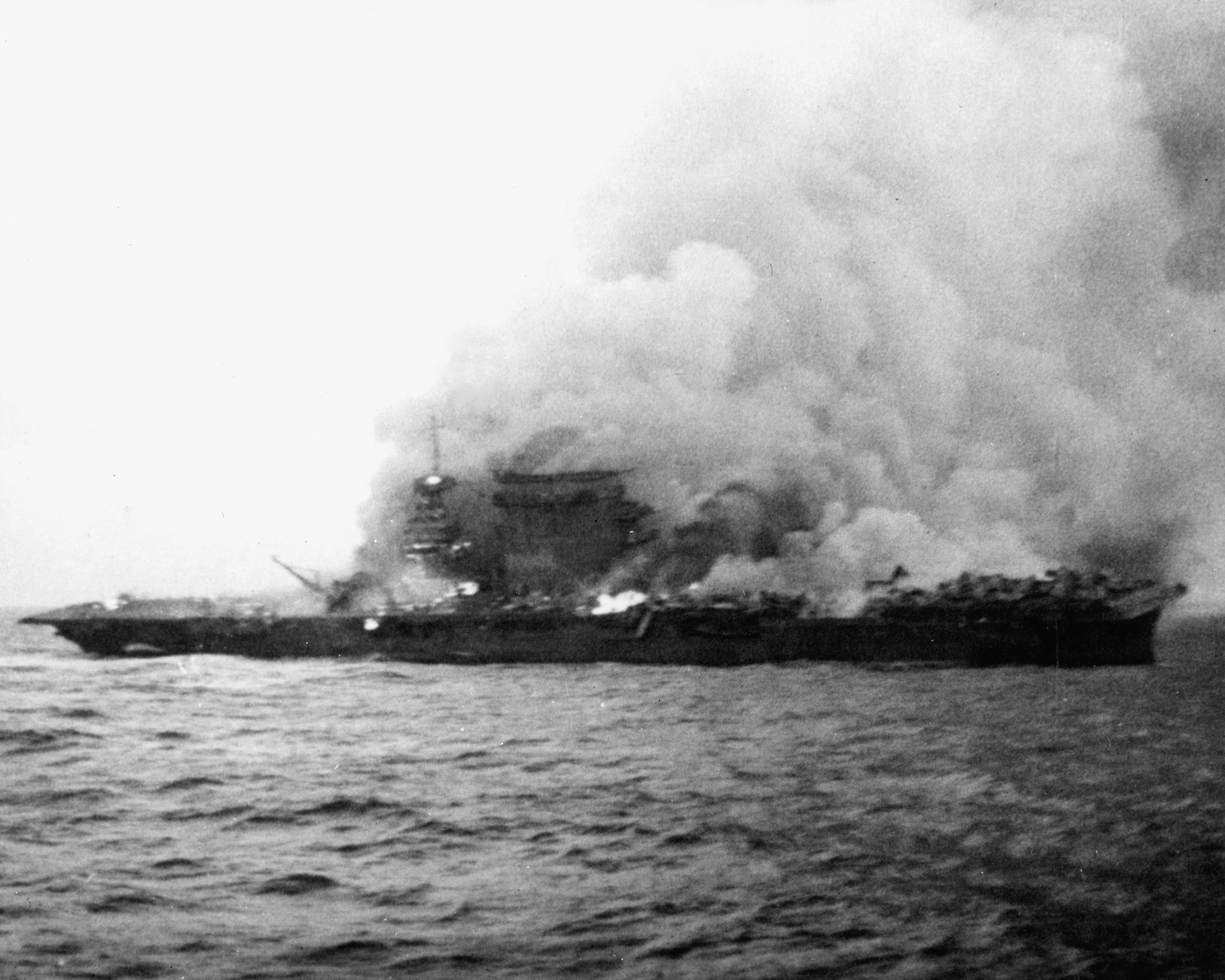
Die USS Lexington brennt

Die acht SBDs, die von der USS Yorktown gestartet waren, wurden von einer größeren Zahl japanischer Jäger angegriffen, denen es gelang, vier der Maschinen abzuschießen. Im folgenden Kampfgetümmel konnten die verbliebenen US-amerikanischen Maschinen im Gegenzug vier japanische Jäger abschießen und etliche andere beschädigen. Jäger der USS Lexington vernichteten weitere acht Kampfmaschinen. Trotzdem gelang es japanischen Torpedobombern gegen 11:20 Uhr, sechs Torpedos gegen die USS Yorktown ins Wasser zu bringen. Die USS Yorktown drehte sofort ab und begann, sich von der USS Lexington fortzubewegen. Sie lief nun auf parallelem Kurs zu den im Wasser befindlichen Torpedos. Dem Abwehrfeuer der US-amerikanischen Schiffe fielen vier japanische Maschinen zum Opfer. Etwas später ließ ein Bomber einen Torpedo von der Steuerbordseite aus auf den Träger zulaufen. Nach einer Drehung der USS Yorktown lief er knapp am Bug vorbei. Mit der Sonne im Rücken stürzten nun Sturzbomber aus größerer Höhe auf den Träger zu. Ihr Ziel schien die Kommandobrücke zu sein. Ein heftiges Abwehrfeuer schlug ihnen entgegen, so dass sie mehrmals gezwungen wurden, den Kurs zu korrigieren. Alle Bomber schafften dennoch den Durchbruch und brachten einen direkten Bombentreffer gegen den US-amerikanischen Träger an, sechs weitere Nahtreffer von der Schiffsmitte bis zum Bug folgten. Der Haupttreffer traf das Flugdeck unweit des zweiten Aufzugs und der Kommandobrücke. Die Bombe drang bis auf die dritte Ebene vor und explodierte im Ausrüstungsraum der Flieger, wobei 37 Besatzungsmitglieder ums Leben kamen und etliche verwundet wurden. Der Sachschaden hingegen war nicht sehr hoch. Allerdings fiel das Radar der USS Yorktown für etwa 50 Minuten aus.

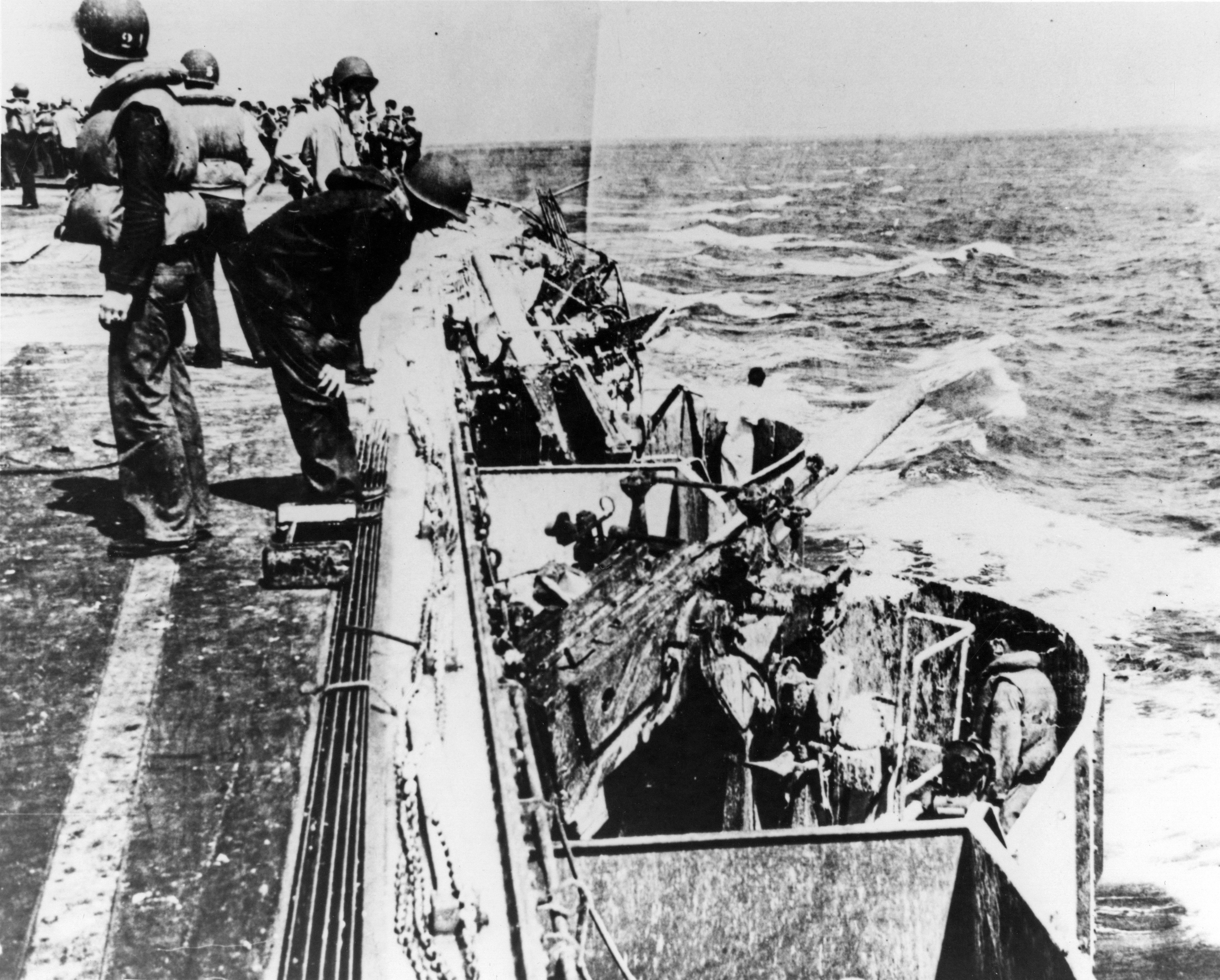
Die nach dem Treffer beschädigte Abwehrbatterie der USS Lexington

Auch die USS Lexington wurde zur gleichen Zeit heftig attackiert. Nur mittels stetiger Kursänderungen gelang es dem Träger, sich aus den Laufbahnen der geworfenen Torpedos zu manövrieren, die sowohl von Backbord als auch von Steuerbord anliefen. Dennoch schlug um 11:20 Uhr der erste Torpedo unter der vorderen Waffenphalanx auf der Backbordseite ein. Nur eine Minute später folgte ein zweiter etwas weiter hinten gegenüber der Kommandobrücke. Obwohl die Abwehrgeschütze der USS Lexington unentwegt feuerten und auch vier japanische Flugzeuge abgeschossen wurden, detonierte eine 1.000-Pfund-Bombe (453 kg) am hinteren Ende der vorderen Waffenphalanx. Sie zerstörte die Batterie vollständig, wobei die Besatzung der Station Nr. 6 getötet und 13 Soldaten der anderen Stationen teils erheblich verletzt wurden. Weitere Tote gab es auf dem Hauptdeck in einer Durchgangspassage, wo gelagerte Munition durch Bombeneinwirkung explodierte. Sofort brach Feuer aus. Zwei kleinere Bombentreffer töteten weitere Männer. Das Schiff neigte sich um etwa 6° zur Backbordseite, da die Lastverteilung nicht mehr stimmte. Mittels Umpumpen von Öl vermochte man es jedoch wieder aufzurichten. Einige Räume waren überflutet und mussten ausgepumpt werden. Um 12:40 Uhr lag das Schiff wieder eben, und die Feuer waren unter Kontrolle.

#### Die Versenkung derUSS Lexington
Um 12:47 Uhr ereignete sich an Bord der Lexington eine große Explosion unter Deck, die sehr wahrscheinlich verspätet durch eine vorher nicht explodierte Bombe verursacht wurde. Möglicherweise waren aber auch Treibstofflecks dafür verantwortlich. Sofort brach ein großes Feuer aus, das sich rasend schnell ausbreitete. Löschtrupps versuchten erfolglos den Brand zu löschen. Während sich das Feuer nach oben durchfraß, kam es zu weiteren kleinen Explosionen. Nach und nach fielen die Kommunikationseinrichtungen an Bord des Trägers aus.
Admiral Fletcher musste nach der Rückkehr der US-amerikanischen Flugzeuge entscheiden, entweder einen weiteren Angriff auf die japanischen Träger zu fliegen, oder eine Angriffsgruppe in Richtung Port Moresby auszusenden. Um 14:22 Uhr meldete Admiral Fitch, dass möglicherweise ein dritter Flugzeugträger zur japanischen Flotte gestoßen sei. Die Yorktown konnte nach dem Gegenangriff nur noch mit maximal 30 Knoten laufen und die Lexington nur noch mit 24 Knoten. Die Träger hatten zudem etliche Maschinen bei den Kämpfen verloren und waren so schwer beschädigt, dass die verbliebenen Flugzeuge nicht mehr befriedigend gewartet und gerüstet werden konnten. Fletcher entschloss sich daher gegen eine erneute Attacke. Auch die Landungspläne der bei Port Moresby befindlichen Gruppe wurden verworfen, da mit einem weiteren Angriff der Japaner vor dem Einbruch der Dunkelheit zu rechnen war. Deshalb nahm man südlichen Kurs, während die Schiffe auf Schäden untersucht und die Flugzeuge der Wartung unterzogen wurden. Auf der Lexington informierte der Einsatzoffizier der Löschmannschaften um 14:52 Uhr den Kommandanten, dass die Feuer nicht mehr kontrollierbar waren. Einige Minuten später signalisierte der Träger, dass er Hilfe benötige. Die Hitze und der Rauch unter Deck waren so stark geworden, dass nur noch Einsatzkräfte mit Atemschutz an der Brandbekämpfung teilnehmen konnten. Es gab aber auch etliche Männer, die nur mit einfachen Gasmasken zurück an die Feuerfront gingen. Es wurde festgestellt, dass es möglich sei, die Lexington zu retten, wenn genügend Wasser herbeigeschafft werden könnte.
Die flugbereiten Maschinen der Lexington wurden am Nachmittag zur Yorktown geflogen. Der Träger sollte für die Fahrt nach Pearl Harbor instand gesetzt werden. Bis zum Abend stiegen von der USS Yorktown Aufklärungsflugzeuge auf, die die Umgebung nach japanischen Maschinen absuchten.

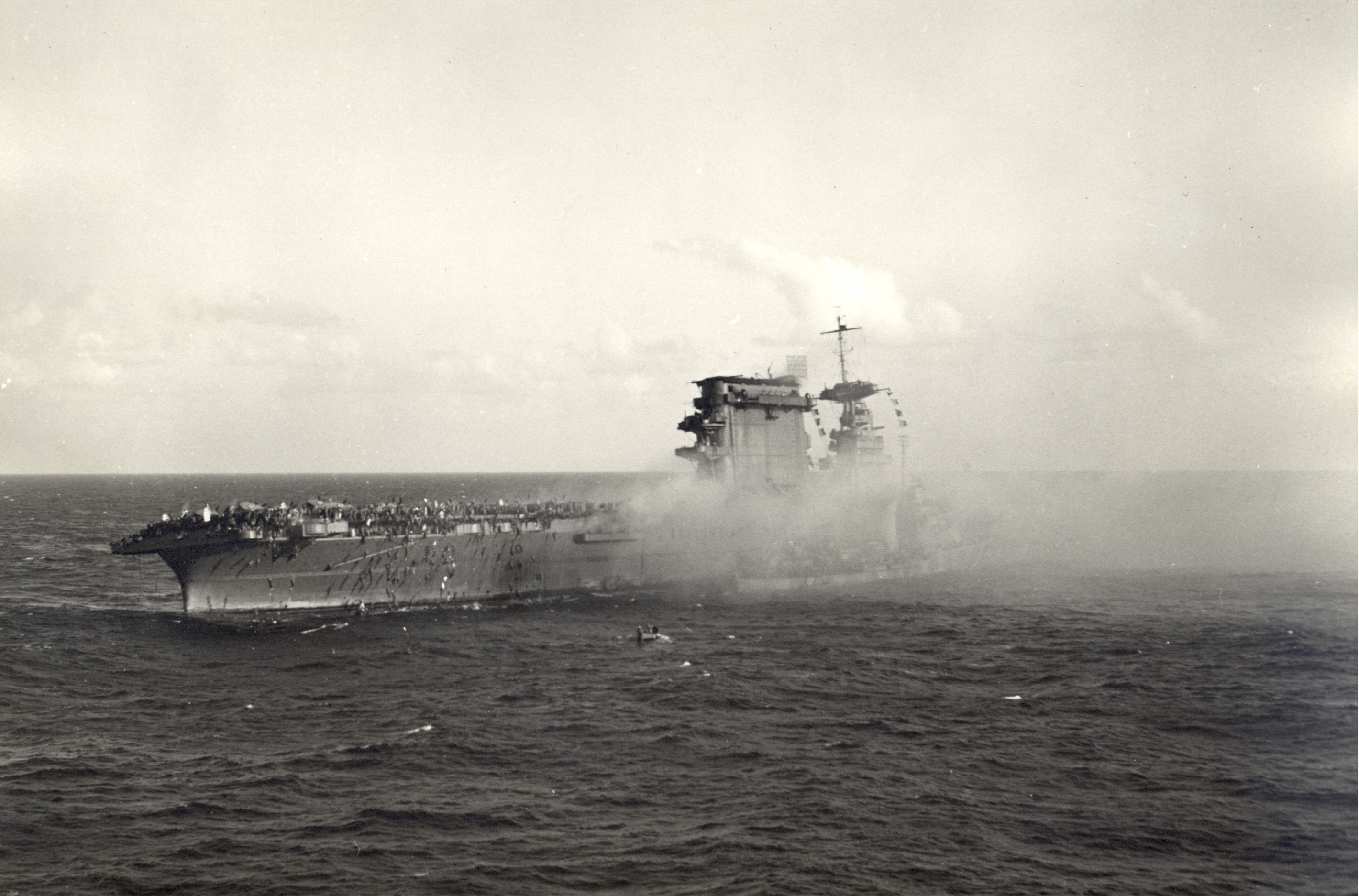
Die Mannschaft verlässt den sinkenden Flugzeugträger

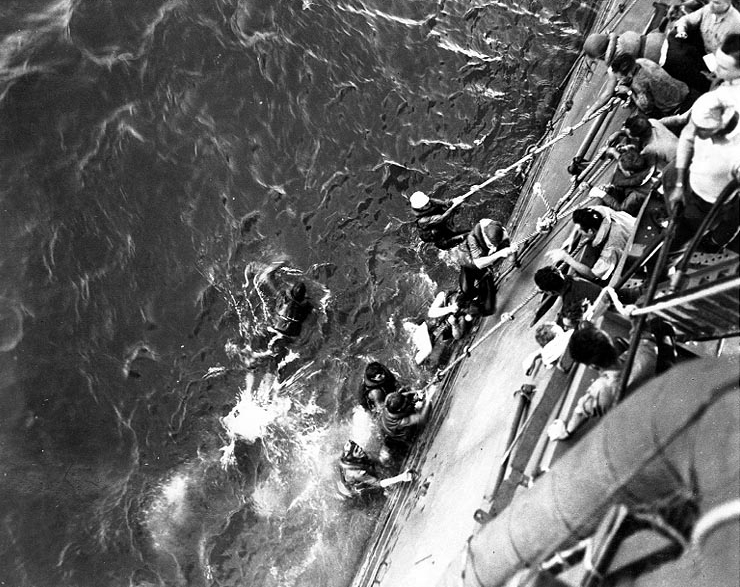
Überlebende der USS Lexington werden von einem Kreuzer an Bord genommen

Um 16:30 Uhr musste der Maschinenraum der Lexington endgültig evakuiert werden. Ab diesem Zeitpunkt lag der Träger manövrierunfähig und ohne Antrieb im Korallenmeer. Schwimmwesten wurden ausgegeben, die Mannschaft bereitete sich auf das Verlassen des Schiffs vor. Als letzte Rettung sollten Zerstörer längsseits der Lexington gehen und Wasserschläuche hinüberwerfen, was der Morris mit zwei Schläuchen auch gelang. Mittlerweile war die Temperatur am Brandherd aber schon auf über 750 °C gestiegen und die Führungsoffiziere befürchteten eine große Explosion, die den Träger zerreißen würde. So gab man um 17:07 Uhr den Befehl zum Verlassen des Schiffs. Die Hammann und die Anderson waren unterdessen ebenfalls längsseits gesteuert, während die Morris ihre Löschschläuche zurückzog. Hunderte Besatzungsmitglieder befanden sich auf dem Flugdeck des Trägers, und viele waren schon ins Wasser gesprungen und schwammen zu den Zerstörern, die Rettungsboote zu Wasser gelassen hatten. Weitere Zerstörer näherten sich dem sich immer weiter neigenden Träger und begannen ihn zu umkreisen. Einige begaben sich mit den aufgenommenen Geretteten zur Yorktown und übergaben diese dort. Anschließend fuhren sie wieder zur Lexington zurück, die immer öfter von weiteren Explosionen erschüttert wurde. Umherfliegende Trümmerteile trafen auch die den Träger umkreisenden Zerstörer und führten dort zu leichteren Schäden.
Kurz nach 18:00 Uhr umrundete ein Beiboot der Phelps die verlassene Lexington, um sicherzustellen, dass sich niemand mehr an Bord aufhielt. Wieder erschütterten mehrere schwere Explosionen den Flugzeugträger, der mittlerweile 30° Schlagseite hatte. An Bord befanden sich nur noch der Kommandant, Captain Frederick C. Sherman und sein erster Offizier Commander Morton T. Seligman, die nach einer letzten Inspektion kurz nach 18:00 Uhr die Lexington verließen und mit einem kleinen Rettungsboot zur Minneapolis übersetzten. Insgesamt konnten von den 2.951 Besatzungsmitgliedern 92 Prozent gerettet werden. Während der Schiffsaufgabe selbst kam niemand ums Leben. Als Opfer waren 26 Offiziere und 190 Seeleute zu beklagen.
Um eine Bergung durch die Japaner zu verhindern, wurde beschlossen, den Flugzeugträger mit Torpedos endgültig zu versenken.
Fünf Torpedos vom US-amerikanischen Zerstörer USS Phelps trafen die Lexington zwischen 19:15 Uhr und 19:52 Uhr, worauf der Flugzeugträger sank. Kurz darauf detonierte das untergegangene Schiff unter Wasser so stark, dass der Kommandant der Phelps kurzzeitig annahm, sein Schiff sei von einem feindlichen Torpedo getroffen worden.
Am Abend verließen beide Seiten das Schlachtfeld. Die Japaner kehrten mit der Zuikaku ein paar Tage später zurück. Da ihnen aber nur noch sehr wenige Flugzeuge zur Verfügung standen, wurde die Einnahme von Port Moresby nicht weiter verfolgt. Am 11. Mai kommandierte das japanische Oberkommando den Flugzeugträger wieder ab.
Die Yorktown nahm Kurs auf Pearl Harbor und spielte nach ihrer Reparatur eine wichtige Rolle bei der Schlacht um Midway.

## Folgen
Auf den ersten Blick kam die Kaiserlich Japanische Marine mit einem verkraftbaren Unentschieden davon: Sie verlor den leichten Flugzeugträger Shōhō; der Flottenträger Shokaku wurde schwer beschädigt. Außerdem gingen viele Kampfflugzeuge verloren. In der folgenden Schlacht um Midway machte sich jedoch ein Abnutzungseffekt zu Ungunsten der japanischen Streitkräfte bemerkbar. Die Verluste aus der Schlacht im Korallenmeer und die durch Reparaturen bedingte Abwesenheit der Shokaku waren deutlich spürbar.
Auf US-amerikanischer Seite hingegen wurden der Flugzeugträger Lexington versenkt und der Träger Yorktown schwer beschädigt.
Vom Oberkommando der Pazifikstreitkräfte wurde die Operation als strahlender Erfolg für die US Navy kommentiert, nicht zuletzt weil dies eine der ersten „Nicht-Niederlagen“ der Alliierten nach den Fiaskos von Pearl Harbor und Wake war. Das größte technische Problem hätte man mit beschlagenen Bombenvisieren bei Sturzflügen aus 17.000 Fuß gehabt, was die technische Ausgereiftheit der Kampfverbände belegen sollte. Die optimistische Beurteilung war ein moralischer Faktor für die kommenden Trägerschlachten.
Man war allgemein darüber enttäuscht, welchen geringen Effekt die eingesetzten Bomben, Torpedos und Geschosse insgesamt hatten. Intern wurde eine Liste von Kritikpunkten und angeforderten Verbesserungen erstellt:
- Die Ausbildung von Flug- und Artilleriepersonal muss intensiviert werden. Unzureichender Jagdschutz verhinderte eine wirkungsvolle Verteidigung sowohl der Angriffsstaffeln als auch der Flotte.
- Veraltete Torpedoflugzeuge behinderten die Piloten. Angriffe mit Torpedoflugzeugen sind effektiver, wenn sie mit Sturzbomberangriffen koordiniert werden.
- Automatische Waffen brauchen bessere Feuerleitsysteme, die höhere Treffergenauigkeit bei großen Vorhaltewinkeln ermöglichen.
- Alle Flugzeugträger sollen mit zwei Langstrecken-Radaranlagen ausgerüstet sein.
- Intensiveres gemeinsames Training von land- und seegestützten Luftstreitkräften soll deren Zusammenwirken verbessern.
- Die Zerstörungskraft von Fliegerbomben und Torpedos muss gesteigert werden.
- Die Gefahren, die das Mitführen großer Treibstoffmengen birgt, müssen verringert werden.
- Begleitschiffe bieten den besten Schutz für Flugzeugträger gegen Torpedoflugzeuge, wenn sie im Abstand zwischen 1.500 und 2.500 Metern Entfernung zu diesen patrouillieren.

Die Yorktown konnte in Pearl Harbor durch Notreparaturen in Rekordzeit wieder einsatzbereit gemacht werden, und sie beteiligte sich an der Seite der Enterprise und der Hornet an der Verteidigung von Midway. Sie wurde dort bei japanischen Angriffen erneut schwer getroffen und schließlich am Morgen des 7. Juni 1942 von einem japanischen U-Boot versenkt.
Die amerikanische Öffentlichkeit wurde am 12. Juni offiziell über die Schlacht im Korallenmeer unterrichtet.
Am 4. März 2018 wurde das Wrack der USS Lexington bei einer Expedition des Microsoft-Mitgründers Paul Allen entdeckt. Die „Lady Lex“ ruht 800 Kilometer von der australischen Küste entfernt in ca. 3000 Meter Tiefe im Korallenmeer.

## Spielfilm
- Video Battle Of The Coral Sea. 1959, Regie: Paul Wendkos, Darsteller: Cliff Robertson, Gia Scala, 1992